# IC 289
Nébuleuse planétaire
IC 289 est une nébuleuse planétaire, découverte en 1888 par Lewis Swift, se situant dans la constellation de Cassiopée.
- Ascension droite : 3h 10m 22,6s
- Déclinaison : +61° 19′ 0″
- Dimensions apparentes : 0,6′
- Magnitude : 12

Nébuleuse planétaire bien ronde, mais très pâle et indistincte.
C'est un objet astronomique difficile à voir car il est situé dans la Voie lactée. Seuls les gros instruments lumineux permettent d'observer cette nébuleuse.